# Cindy Parlow
Cynthia Marie Parlow, mais conhecida como Cindy Parlow (Memphis, 8 de maio de 1978), é uma futebolista estadunidense.